# Kanton Uslar
Der Kanton Uslar bestand von 1807 bis 1813 im Distrikt Göttingen (Departement der Leine, Königreich Westphalen) und wurde durch das Königliche Decret vom 24. Dezember 1807 gebildet. Der Kanton war von den Umstruktierungen des Distrikts zur endgültigen Festsetzung des Zustands der Gemeinden im Departement der Leine vom 16. Juni 1809 betroffen. Die Gemeinde Sohlingen kam aus dem Kanton Nienover hinzu, ebenso die Gemeinde Volpriehausen, wobei sich eine Neugliederung des Kantons in der unten stehenden Form ergab.

## Gemeinden
- Uslar
- Gierswalde, Bollensen, Schoningen, Allershausen, Dinkelhausen, Vahle, Eschershausen, Delliehausen
- Wiensen und Vorwerk Steimke
- Verliehausen und Ahlbershausen

ab 1809
- Uslar
- Verliehausen und Ahlbershausen
- Allershausen
- Bollensen
- Dinkelhausen
- Eschershausen
- Vahle
- Vollpriehausen (neu), Delliehausen und Gierswalde
- Schöningen
- Sohlingen (neu)
- Wiensen mit Steimke und Reitliehausen